# 太平洋東亞貨運航空
太平洋東亞貨運航空（英語：Pacific East Asia Cargo Airlines）是一間位於菲律賓首都圈馬尼拉都會區中之帕謝市的貨運航空公司。其主要貨運業務航線為菲律賓國內線以及臺灣的國際線。

## 目的地
- 菲律賓
  - 安吉利斯 （迪奧斯達多·馬卡帕加爾國際機場）
  - 黎牙實比 （黎牙實比機場）
  - 馬尼拉 （艾奎諾國際機場）
  - 公主港 （公主港國際機場）
  - 土格加劳 （土格拉勞機場（英语：Tuguegarao Airport））
  - 錫萊市 （描戈律錫萊國際機場）
  - 宿霧 （宿霧國際機場）
  - 朗芒芽地 （錫布蘭機場（英语：Sibulan Airport））
  - 伊洛伊洛市 （伊洛伊洛國際機場）
  - 卡加延德奥罗 （朗比牙機場（英语：Lumbia Airfield））
  - 達沃 （達沃國際機場）
  - 三投斯將軍市 （三投斯將軍國際機場）
  - 三寶顏 （三寶顏機場）
- 臺灣
  - 臺北 （臺灣桃園國際機場）

## 對外聯結
- 太平洋東亞貨運航空 官方網站